# Unione montana del Grappa
L'unione montana del Grappa è un'unione montana (già comunità montana) veneta della provincia di Treviso.
Comprende in tutto sette comuni distribuiti alle pendici meridionali del massiccio del Grappa:
Pederobba
- Borso del Grappa
- Castelcucco
- Cavaso del Tomba
- Monfumo
- Pieve del Grappa
- Possagno
- Pederobba

Nell'ex comunità montana ricadeva anche parte del comune di Pederobba, che ha però deliberato il recesso dall'ente con lo scopo di associarsi ai comuni di Vidor e Valdobbiadene nella neocostituita unione montana Monfenera Piave Cesen.

## Amministrazione

### Gemellaggi
- Griffith, dal 1983